# Paradelphomyia deprivata
Paradelphomyia deprivata är en tvåvingeart som beskrevs av Alexander 1954. Paradelphomyia deprivata ingår i släktet Paradelphomyia och familjen småharkrankar. Inga underarter finns listade i Catalogue of Life.